# Denis Thomalla
Denis Thomalla (* 16. August 1992 in Pforzheim) ist ein deutscher Fußballspieler, der seit 2025 beim AEL Limassol spielt.

## Karriere

### Vereine
Denis Thomallas erster Verein war der Pforzheimer Stadtteilverein SV Büchenbronn. Danach spielte er in der Jugendabteilung des Karlsruher SC, ehe er im Februar 2010 zur A-Jugend der TSG 1899 Hoffenheim wechselte. Mit der A-Jugend Hoffenheims gewann er im Mai 2010 den DFB-Junioren-Vereinspokal; im Finale gegen Hertha BSC erzielte er beide Treffer zum 2:1-Sieg. Thomalla kam hauptsächlich in der zweiten Mannschaft zum Einsatz, mit der er am Saisonende 2009/10 den Aufstieg von der Oberliga Baden-Württemberg in die Regionalliga Süd schaffte. Sein Bundesligadebüt gab er am 21. August 2010 (1. Spieltag), als er beim 4:1-Sieg im Heimspiel gegen Werder Bremen in der 77. Minute für Peniel Mlapa eingewechselt wurde.
Zur Saison 2013/14 wechselte Thomalla zum Drittliga-Aufsteiger RB Leipzig, mit dem er am Saisonende als Tabellenzweiter in die 2. Bundesliga aufstieg. Zum Ende der Sommer-Transferperiode 2014 wurde Thomalla zum österreichischen Erstligisten SV Ried ausgeliehen.
Zur Saison 2015/16 verpflichtete ihn der polnische Erstligist und amtierende Meister Lech Posen, mit dem er am 10. Juli 2015 auch gleich seinen ersten Titel im Seniorenbereich gewann. Mit dem 3:1-Sieg gegen Legia Warschau gewann er mit der Mannschaft den Supercup.
In der Winterpause 2015/16 wechselte Thomalla auf Leihbasis in die 2. Bundesliga zum 1. FC Heidenheim, und wurde anschließend im April 2016 von Heidenheim fest verpflichtet.
In der Winterpause 2024/25 wechselte Thomalla nach Zypern zu AEL Limassol.

### Nationalmannschaft
In der Saison 2009/10 gehörte Thomalla dem Kader der U-18-Nationalmannschaft an und erzielte in zehn Länderspielen zwei Tore. Sein Debüt gab er am 29. Juli 2009 beim 1:1-Unentschieden gegen die Auswahl der Vereinigten Staaten. Sein erstes Länderspieltor erzielte er am 14. Dezember 2009 beim 6:3-Sieg gegen die Auswahl Ungarns mit dem Treffer zum 1:0 in der siebten Minute.
Vom 18. August 2010 bis zum 29. März 2011 absolvierte er acht Länderspiele für die U-19-Nationalmannschaft. Sein Debüt am 18. August 2010 beim 5:2-Sieg gegen die Auswahl Belgiens krönte er mit seinem ersten Tor, dem Treffer zum 1:0 in der 25. Minute.

## Erfolge
TSG Hoffenheim
- DFB-Junioren-Vereinspokal-Sieger 2010

RB Leipzig
- Aufstieg in die 2. Bundesliga 2014

Lech Posen
- Polnischer Supercup-Sieger 2015

1. FC Heidenheim
- Meister 2. Bundesliga 2023 und Aufstieg in die Bundesliga